# Oldsmobile Starfire
 (janvier 2025).
Si vous disposez d'ouvrages ou d'articles de référence ou si vous connaissez des sites web de qualité traitant du thème abordé ici, merci de compléter l'article en donnant les références utiles à sa vérifiabilité et en les liant à la section « Notes et références ».
Oldsmobile Starfire est une automobile produite par la division Oldsmobile de General Motors en deux générations de 1961 à 1966 et de 1975 à 1980.

## Débuts

### Concept car (1953)

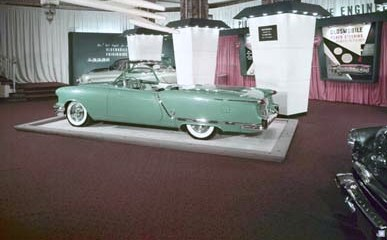
Oldsmobile Starfire 1953 au salon automobile GM Motorama, Waldorf Astoria.

Le nom Starfire a été utilisé pour la première fois par Oldsmobile sur une voiture de rêve unique en son genre qui a été présentée au salon automobile de Motorama en 1953. Nommée d'après le chasseur à réaction Lockheed F-94 Starfire, la Starfire originale était un cabriolet 5 passagers avec un corps en fibre de verre, un moteur V8 Rocket de 200 ch (150 kW) et un pare-brise enveloppant comme celui utilisé sur le cabriolet Fiesta 98 1953 haut de gamme et en production limitée.

## Première génération (1961–1966)

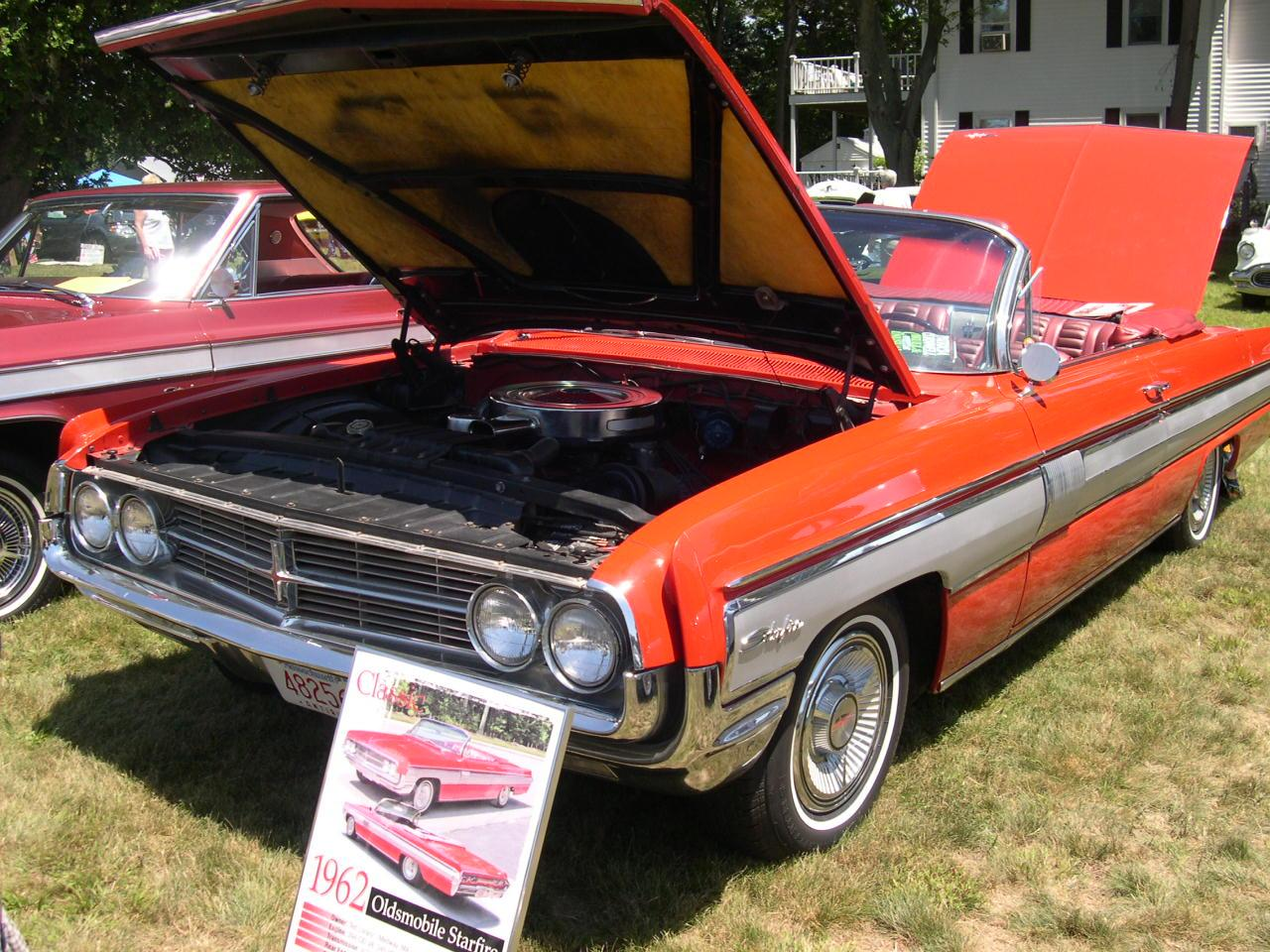
1962 Starfire Convertible
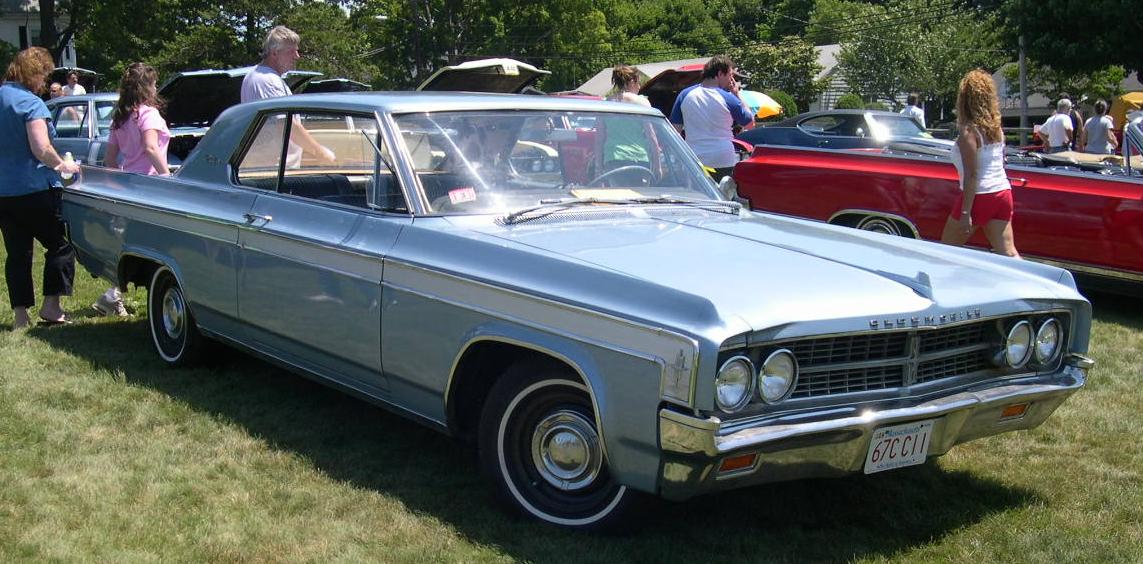
1963 Starfire Holiday Coupe

## Deuxière génération (1975–1980)

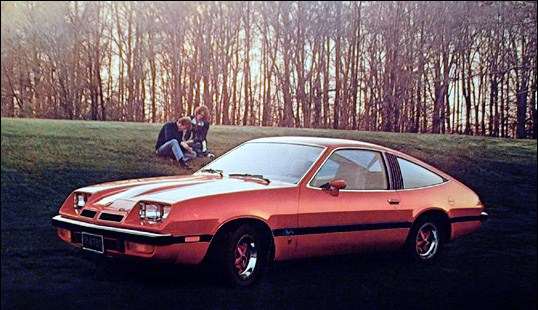
1975 Oldsmobile Starfire SX Hatchback Coupe
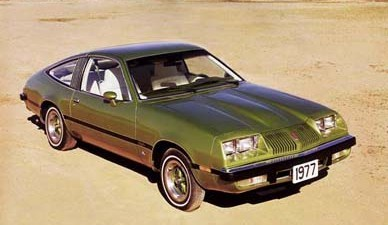
1977 Starfire SX Hatchback Coupe
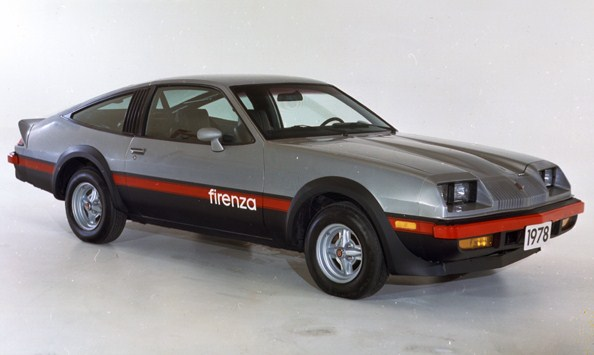
1978 Starfire Firenza Hatchback Coupe